# 軟弱地盤
軟弱地盤（なんじゃくじばん）とは、泥や多量の水を含んだ常に柔らかい粘土、または未固結の軟らかい砂から成る地盤の総称である。国土交通省「宅地防災マニュアル」では判定の目安として有機質土・髙有機質土(腐植土)・Ｎ値3以下の粘性土・Ｎ値5以下の砂質土を挙げている。その性質上、土木・建築構造物の支持層には適さない。
圧縮性が高く剪断強度が低いため、地震時には、振幅の大きな揺れや砂質土の液状化現象などの被害が発生しやすい。軟弱地盤の分布地域は、臨海部低地や氾濫原などの地形的凹所をなす低湿地に位置することが多いため、しばしば洪水に襲われ、反乱水が長期にわたって湛水する地域でもある。完新世の海岸平野での海成堆積物・埋立地・谷底に形成された腐植土などがこれに該当する。日本の都市の多くは軟弱地盤の上に発達しているため、災害時には注意が必要である。

## 軟弱地盤が分布する地形の種類
軟弱地盤は、三角州、後背湿地、潟湖成低地、デルタ性低地、おぼれ谷（陸上の谷が海面の上昇や地盤沈下で海面下に沈んでできた湾）、小集水域内の小谷底平地など、沖津平野のなかの限られた地形に分布している。

## 軟弱地盤における災害

### 北海道
釧路沖地震1993年1月15日、深さ101km、M7.8、死者2人、負傷者967人
釧路市付近の直下に沈みこんだ太平洋プレート内の深いところで、ほぼ水平な断層を作って発生したプレート内地震。釧路町桂木・木場地区で14基のマンホールが8～15センチ浮き上がり、港湾施設で埠頭の沈下やはらみ出しを生じるなど、液状化による被害が目立った。
十勝沖地震2003年9月26日、深さ42km、M8.0、負傷者842人、行方不明者2人
十勝沖での太平洋プレートの沈み込みに伴う海溝型地震。液状化による地盤災害が各地でみられ、防火水槽やマンホールの抜けあがり、港湾施設への被害などが生じた。

### 東北・新潟
庄内地震1894年10月22日、M7.0、死者726人、負傷者987人
庄内平野の直下で発生した内陸型地震。地盤の液状化による土砂の噴出があちこちで見られた。
新潟地震1964年6月16日、深さ34km、M7.5、死者26人、負傷者447人
新潟県北部沖合の日本海東縁部のプレート境界付近で発生した逆断層型の浅発地震。日本海に浮かぶ粟島は西側に約1度傾き、地震から1年後には10～15センチの沈下が認められた。
日本海中部地震1983年5月26日、深さ14km、M7.7、死者104人、負傷者163人
男鹿半島沖の日本海東縁部のプレート境界付近で発生した逆断層型の浅発地震。平野部の砂地盤地域の地下水の水位が高い地域で地盤の液状化による建物被害が多くみられた。

### 関東・伊豆
関東地震1923年9月1日、深さ23km、M7.9、死者105,000人余
相模湾から房総半島先端部におけるフィリピン海プレートの沈み込みに伴う海溝型地震。東京都南西部から神奈川県北部の地域で約10センチの沈降が見られた。
千葉県東方沖地震1987年12月17日、深さ58km、M6.7、死者2人、負傷者138人
九十九里浜付近直下のやや深部で、ほぼ鉛直な右横ずれ断層を作って発生したフィリピン海プレート内地震。九十九里浜や東京湾沿岸、そして利根川流域沿岸などの軟弱地盤の地域で液状化現象が目立った。

### 東海・中部・北陸
天正地震1586年1月18日、M7.8
岐阜県中部の浅いところで発生した内陸型地震。尾張・伊勢の海岸付近では液状化現象があったらしく、阿波でも地割れが生じたという記録がある。
濃尾地震1891年10月28日、M8.0、死者7,273人、負傷者17,175人
岐阜県から愛知県にかけての浅いところで発生した内陸型の大地震。濃尾平野で液状化現象が広くみられた。
東南海地震1944年12月7日、深さ40km、M7.9
熊野灘から遠州灘にいたる海域でのフィリピン海プレートの沈み込みに伴う海溝型地震。長野県諏訪の軟弱地盤の地域で不同沈下による工場被害が目立った。
福井地震1948年6月28日、深さ0km、M7.1、死者3.769人、負傷者22.203人
福井県平野の直下で発生した内陸型地震。軟弱地盤の地域の至る所で噴水や噴砂といった液状化現象が見られた。

### 近畿
兵庫県南部地震1995年1月17日、深さ16km、M7.3、死者6,433人、行方不明3人、負傷者43,792人
神戸市付近の直下で発生した内陸型地震。液状化により神戸湾の岸壁は海側に動いたり傾いたりして内側が陥没した。また、淡路島でも各地で噴水や青泥の噴き出しなどが見られた。

### 中国・四国
鳥取地震1943年9月10日、深さ0km、M7.2、死者1,083人、負傷者3,259人
鳥取平野の直下で発生した内陸型地震。地盤の液状化現象が各地でみられた。
南海地震1946年12月21日、深さ24km、M8.0、死者1,330人、行方不明113人、負傷者3,842人
四国沖から紀伊半島沖にかけての海域におけるフィリピン海プレートの沈み込みに伴う海溝型地震。液状化により基礎が不均等に沈む不同沈下が見られた。
鳥取県西部地震2000年10月6日、深さ9km、M7.3、負傷者182人
鳥取・島根県境付近の浅いところで発生した内陸型地震。埠頭では液状化による地盤の陥没や噴砂現象が見られた。
芸予地震2001年3月24日、深さ48km、M6.7、死者2人、負傷者288人
安芸灘付近の直下に沈みこんだフィリピン海プレートのやや深部で発生したプレート内地震。広島市や廿日市市の沿岸部では液状化による噴砂が見られた。

## 軟弱地盤の対策工
軟弱地盤で建物が倒壊する原因は、地盤の液状化と建物の共振である。地盤の液状化は、強い地震動がしばらく続いてから起こる。最初の30秒の地震動に建物が耐えたとしても、液状化が起これば地盤は支持力を失い、建物は突然傾くか倒壊してしまう。極端に柔らかい軟弱地盤では、建物の共振が必ずと言っていいほど起るが、共振は地震動の始まりと同時に起こるのではなく、震動が5～10秒続いてから起こる。共振で揺れが大きくなってからでは逃げ出すことが難しくなる。よって地震が起こる前の対策が必要となってくる。
軟弱地盤における液状化を防ぐには、地下水位を下げる、地盤を締め固める、土の粒度分布を変えるなどの方法が挙げられる。土の粒度分布を変えるのは、粘土のような細かい土は粘着力があるので液状化しにくく、逆に水の移動が容易に行える大粒の土も液状化しにくいからである。
一方、構造物側からの対策としては、液状化しない深い所に構造物を定着させるか、そこまで達する深い基礎を設ける、液状化に伴う不同沈下に抵抗できる丈夫な一体構造とするか、逆に変位を吸収できる構造とする、地中構造物が浮き上がらない工夫をするなどが考えられている。